# Gaspar Jaén
Gaspar Jaén Urban (Elche, Comunidad Valenciana, 1952) es un arquitecto y poeta español. Doctor en arquitectura y escritor, su actividad ha incluido la práctica profesional, la enseñanza, así como la escritura.

## Biografía
Titulado en la Escuela de Arquitectura de la Universidad Politécnica de Valencia en 1976 y doctorado en 1990 con la tesis La formación de la moderna ciudad de Elche: 1740-1962. El puente y el barrio de Santa Teresa en el Plan General de Ordenación Urbana.
Entre el 1980 y el 1991 ocupó el cargo de arquitecto municipal del Ayuntamiento de Elche y, entre 1987 y 1994, fue de asesor del alcalde de esta ciudad en temas de urbanismo. Desde 1989 es profesor titular de Dibujo en la Escuela Politécnica Superior de la Universidad de Alicante. Entre 1996 y 2000 coordinó los estudios de arquitectura en la Universidad de Alicante.
En 1985 fue coguionista con Alfons Llorens Gadea de la exposición «Mundo y Misterio de la Fiesta de Elche» (Lonja de la seda, Valencia, 1986; Salón del Tinell, Barcelona, 1987).

## Publicaciones
Del 1974 acá ha publicado numerosos ensayos, casi siempre referidos en el ámbito de la comarca del Baix Vinalopó o de la Comunidad Valenciana. Sus dibujos de arquitectura y de paisaje se han publicado en obras como Jardines, tejidos, paisajes (Alicante, 2013) y London’s rivers (Alicante, 2015), o en las revistas Método y La Rella. Y sus fotografías, en Nueva York 1990 (Alicante, 2016). Entre sus publicaciones destacan:
- La ordenación del territorio del País Valenciano. Valencia, 1976.
- Guía provisional de arquitectura de Elche. Alicante, 1978.
- Cuestiones territoriales en el País Valenciano. Sagunto, 1979.
- «La arquitectura popular de los huertos de palmeras de Elche». Valencia, 1980.
- «Poética de la ciudad». Barcelona, 1982.
- «Diario de Italia» y otros escritos. Alicante, 1985-1986.
- Guía de la Arquitectura y el Urbanismo de la ciudad de Elche. 4 volúmenes. Alicante, 1989-1991.
- Las palmeras del mediodía valenciano. Valencia, 1994.
- De agua y obras hidráulicas en Elche. Alicante, 1999.
- El paisaje urbano de Nueva York en la obra escrita de Federico García Lorca. Alicante, 2014.
- Guía de arquitectura de la provincia de Alicante. Alicante, 1999.

### Poesía
Su obra poética se inició con el libro Cachorros de la oscuridad rota (Valencia 1976) y cuenta con una docena de títulos. Algunos poemas han sido traducidos al castellano, al inglés, al francés y otras lenguas. También ha publicado la narración Àngels de yeso al corredor del Órgano (Valencia 1986). Con fotografías de Andreu Castillejos hizo Libro de la Fiesta de Elche (Elche 1984). Y la versión catalana del libro de relatos de Joan Calduch, Un palacio de invierno (Valencia 1988).  Con textos dispersos sobre la Fiesta de Elche agrupados en el libro De una fiesta que canta (Alicante 2017) ha iniciado la recopilación de sus artículos periodísticos (1974-2017), ordenados temáticamente. Una gran parte de su obra se puede consultar en línea en abierto al Repositorio Institucional de la Universitat d'Alacant.
Ha obtenido los premios de poesía «La Safor» (Gandia 1975); «Flor Natural» de los «Juegos Florales» (Barcelona 1980); «Ribas y Carreras» de los «Compilación» (Blandas 1981); «Munteis» de los «Ciutat de Olot» (1981); «Ciutat de Palma» (1982); «Englantina de Oro» de los «Juegos Florales» (Barcelona 1989); «Vicent Andrés Estellés» de Octubre» (Valencia 1991); «Englantina de Oro» de los «Juegos Florales» (Barcelona 1996) con el nombramiento de «Mestre en gay saber»; «Vicent Andrés Estellés» (Burjassot 1997); «Premio de la crítica» otorgado por los escritores valencianos (Valencia 1999); «Ausiàs March» de los «Ciutat de Gandia» (Gandia 1999); «Josep Mª Llompart» de los «Caballo Verde» (Palma 2001) y «Premio de la crítica» otorgado por los escritores valencianos (Valencia 2001). El 1988 la Fundación Jaume I de Barcelona le otorgó el premio Jaume I de Actuación Cívica Catalana.
- 1976 Cachorros de la oscuridad rota
- 1982 Cuarto de mapas
- 1852 La Fiesta
- 1991 Fragmentos (Premio Vicent Andrés Estellés de poesía)
- 1998 Del tiempo presente
- 1998 El antiguo jardín de Itaca
- 2000 Pòntiques (Premio Ausiàs March de poesía)
- 2001 Cantos a la memoria de Vicent Andrés Estellés
- 2003 Territorios
- 2003 Estellesiana
- 2012 Testamento, sonetos del huerto de palmeras

### Narrativa
- 1984 Libro de la Fiesta de Elche (con fotografías de Andreu Castillejos)
- 1988 Versión catalana de Un palacio de invierno de en Joan Calduch
- 2017 De una fiesta que canta